# Koninklijke ATBS Korfbal
Koninklijke ATBS Korfbalklub is een Belgische korfbalclub uit Deurne (veld) en Mortsel (zaal).

## Historiek
De club werd opgericht op 15 oktober 1944 en is aangesloten bij de KBKB met stamnummer 27. Het letterwoord 'ATBS' staat voor Antwerpse Tramwegen Bureelbedienden Sportkring, daar de leden voornamelijk werkzaam waren bij de NV Antwerpse Tramwegen. In 2003 werd een nieuwe clubhuis geopend.

## Infrastructuur
De accommodatie van de club is gelegen in het Rivierenhof te Deurne. Indoor maakt de club gebruik van Sporthal Den Drab te Mortsel.

## Palmares
- Veldkampioen 1ste klasse: 1966, '67, '68 en '70.
- Veldkampioen Hoofdklasse 3: 2015

### Individuele prijzen
Korfballer van het jaar
- Jef Goossens (1968)
- Henk Tossens (1970)
- Danny Goossens (1981)

## Bekende (ex-)spelers
- Henk Tossens
- Jef Goossens
- Tony Liessens
- Danny Goossens